# Henrik Norlén
Johan Henrik Norlén es un actor sueco, más conocido por haber interpretado a Lasse Karlsson en las películas de Johan Falk y a Johan Eldh en la serie Skeppsholmen.

## Biografía
En 1998 se unió al "Teaterhögskolan i Stockholm" (en español: Academia de Teatro en Estocolmo) donde se graduó en 2002. 
Norlén habla con fluidez sueco e inglés.

## Carrera
En 1997 se unió al elenco de la serie Skilda världar donde dio vida a Tony Lindberg, hasta 1998.
En el 2002 se unió al elenco principal de la serie Skeppsholmen donde dio vida a Johan Eldh hasta el final de la serie en el 2004.
En 2007 dio vida al noble sueco Carl Gustav Wrangel en la película August, protagonizada por el actor Jonas Karlsson.
En el 2009 apareció por primera vez como Lasse Karlsson, un oficial de narcóticos y colega del inspector sueco Johan Falk (Jakob Eklund) en las series de películas de Johan Falk: Johan Falk: GSI - Gruppen för särskilda insatser, papel que interpretó nuevamente ese mismo año en las películas Johan Falk: Vapenbröder, Johan Falk: National Target, Johan Falk: Leo Gaut, Johan Falk: Operation Näktergal y en Johan Falk: De fredlösa.
En el 2011 se unió al elenco de la película de guerra sueca Gränsen (en inglés: "Beyond the Border") donde dio vida al soldado Wicksell.
En el 2012 Henrik volvió a interpretar a Lasse, ahora en las películas Johan Falk: Spelets regler. 
Ese mismo año apareció en la miniserie sueca Arne Dahl: De största vatten donde interpretó al oficial de la policía Dag Lundmark.
En el 2013 interpretó de nuevo a Lasse en la película Johan Falk: Kodnamn: Lisa. Ese mismo año invitado en el cuarto episodio de la tercera temporada de la serie Inspector Wallander donde dio vida a Johan Hermansson.
También apareció en la película protagonizada por Alicia Vikander, Hotell donde interpretó a Peter, un miembro del grupo de terapia.
En el 2015 se unió al elenco principal de la serie Modus donde da vida al detective de la policía Ingvar Nyman, hasta ahora.
Ese mismo año interpretó por última vez a Karlsson en las películas Johan Falk: Ur askan i elden y en Johan Falk: Lockdown, después de que se descubriera que Lasse era un oficial corrupto y se quitara la vida.
En el 2016 apareció como invitado en la serie sueca Maria Wern donde interpretó a CG durante el episodio "Smutsiga avsikter".

## Filmografía[2]

### Películas
| Año  | Título                                         | Personaje           | Notas                                                                                         |
| ---- | ---------------------------------------------- | ------------------- | --------------------------------------------------------------------------------------------- |
| 2019 | Midsommar                                      | Ulf                 |                                                                                               |
| 2015 | Johan Falk: Lockdown                           | Lasse Karlsson      | junto a Jakob Eklund, Jens Hultén, Meliz Karlge, Mårten Svedberg y Mikael Tornving            |
| 2015 | Johan Falk: Ur askan i elden                   | Lasse Karlsson      | junto a Jakob Eklund, Jens Hultén, Meliz Karlge, Mårten Svedberg y Mikael Tornving            |
| 2013 | Johan Falk: Kodnamn: Lisa                      | Lasse Karlsson      | junto a Jakob Eklund, Joel Kinnaman, Jens Hultén, Meliz Karlge y Mårten Svedberg              |
| 2013 | Fjällbackamorden: Havet ger, havet tar         | Bosse L             | junto Claudia Galli, Richard Ulfsäter, Linus Wahlgren, Lennart Jähkel y Jimmy Lindström       |
| 2013 | Hotell                                         | Peter               | junto a Alicia Vikander, David Dencik, Anna Bjelkerud, Mira Eklund y Simon J. Berger          |
| 2012 | Johan Falk: Spelets regler                     | Lasse Karlsson      | junto a Jakob Eklund, Joel Kinnaman, Jens Hultén, Meliz Karlge, y Mårten Svedberg             |
| 2011 | Gränsen                                        | Pvt. Wicksell       | junto a André Sjöberg, Martin Wallström, Jens Hultén, Antti Reini y Bjørn Sundquist           |
| 2009 | Johan Falk: De fredlösa                        | Lasse Karlsson      | junto a Jakob Eklund, Joel Kinnaman, Meliz Karlge, Mikael Tornving y Fredrik Dolk             |
| 2009 | Johan Falk: Operation Näktergal                | Lasse Karlsson      | junto a Jakob Eklund, Joel Kinnaman, Meliz Karlge, Mikael Tornving y Zeljko Santrac           |
| 2009 | Johan Falk: Leo Gaut                           | Lasse Karlsson      | junto a Jakob Eklund, Joel Kinnaman, Meliz Karlge, Mikael Tornving y Peter Andersson          |
| 2009 | Johan Falk: National Target                    | Lasse Karlsson      | junto a Jakob Eklund, Joel Kinnaman, Meliz Karlge, Mikael Tornving y Jaqueline Ramel          |
| 2009 | Johan Falk: Vapenbröder                        | Lasse Karlsson      | junto a Jakob Eklund, Joel Kinnaman, Meliz Karlge, Martin Wallström y Mikael Tornving         |
| 2009 | Johan Falk: GSI-Gruppen för särskilda insatser | Lasse Karlsson      | junto a Jakob Eklund, Joel Kinnaman, Meliz Karlge, Martin Wallström y Mikael Tornving         |
| 2007 | August                                         | Carl Gustav Wrangel | junto a Jonas Karlsson, Gunilla Abrahamsson, Börje Ahlstedt, Emil Almén y Bergljót Arnadóttir |

### Series de televisión
| Año             | Título                       | Personaje         | Notas                        |
| --------------- | ---------------------------- | ----------------- | ---------------------------- |
| 2015 - presente | Modus                        | Det. Ingvar Nyman | 16 episodios                 |
| 2018            | Den döende detektiven        | Lewin             | 2 episodios - miniserie      |
| 2017 - 2018     | Sommaren med släkten         | Richard           | 3 episodios                  |
| 2016 - 2017     | Syrror                       | Max Hansen        | 12 episodios                 |
| 2013, 2017      | Der Kommissar und das Meer   | Edvin Lundberg    | 2 episodios                  |
| 2016            | Maria Wern                   | CG                | episodio "Smutsiga avsikter" |
| 2016            | Beck                         | Hans Wikstrand    | episodio "Steinar"           |
| 2014 - 2015     | Den fjärde mannen            | Insp. Jan Lewin   | 3 episodios - miniserie      |
| 2014            | Thicker Than Water           | Bjarne            | 10 episodios                 |
| 2013 - 2014     | Fröken Frimans krig          | Chefen            | 2 episodios                  |
| 2013            | Wallander                    | Johan Hermansson  | episodio "Saknaden"          |
| 2013            | En pilgrims död              | Lewin             | 4 episodios - miniserie      |
| 2012            | Arne Dahl: De största vatten | Dag Lundmark      | 2 episodios - miniserie      |
| 2011            | Stockholm-Båstad             | Marcus            | episodio # 1.1 - miniserie   |
| 2010            | Våra vänners liv             | Henrik            | episodio # 1.7               |
| 2009            | Morden                       | David Lundström   | 4 episodios - miniserie      |
| 2009            | Oskyldigt dömd               | Erik Sundin       | episodio "Close Neighbors"   |
| 2005            | Coachen                      | Pelle             | 3 episodios - miniserie      |
| 2002 - 2004     | Skeppsholmen                 | Johan Eldh        | 40 episodios                 |
| 2002            | Det brinner!                 | Reine Larsson     | 2 episodios - miniserie      |
| 1997 - 1998     | Skilda världar               | Tony Lindberg     | -                            |
| 1997            | Rederiet                     | Camarero          | episodio "Bättre fly..."     |

### Teatro
| Año  | Obra                       | Personaje | Director (a)       | Teatro                   | Notas                                              |
| ---- | -------------------------- | --------- | ------------------ | ------------------------ | -------------------------------------------------- |
| 2015 | En Fröjdefull Jul          | -         | Jonna Nordenskiöld | Kulturhuset Stadsteatern | -                                                  |
| 2011 | Blev Det Inte Mer Än Såhär | Viktor    | Jonna Nordenskiöld | Stockholms Stadsteater   | junto a Sanna Krepper, Emil Almén y Katarina Cohen |